# Lastauroides crassitarsis
Lastauroides crassitarsis är en tvåvingeart som först beskrevs av Macquart 1838.  Lastauroides crassitarsis ingår i släktet Lastauroides och familjen rovflugor. Inga underarter finns listade i Catalogue of Life.